# Pseudaega punctata
Pseudaega punctata är en kräftdjursart som beskrevs av G. Thomson 1883. Pseudaega punctata ingår i släktet Pseudaega och familjen Cirolanidae.
Artens utbredningsområde är havet kring Nya Zeeland. Inga underarter finns listade i Catalogue of Life.